# Веселецька сільська рада
Весе́лецька сільська́ ра́да — адміністративно-територіальна одиниця та орган місцевого самоврядування в Городоцькому районі Хмельницької області. Адміністративний центр — село Веселець.

## Загальні відомості
Веселецька сільська рада утворена в 1920 році.
- Територія ради: 28,44 км²
- Населення ради: 705 осіб (станом на 2001 рік)
- Територією ради протікає річка Сквила

## Населені пункти
Сільській раді були підпорядковані населені пункти:
- с. Веселець
- с. Журавлинці
- с. Ліпибоки

## Склад ради
Рада складалася з 12 депутатів та голови.
- Голова ради: Дмитрова Світлана Олександрівна
- Секретар ради: Гуцуляк Людмила Олександрівна

### Керівний склад попередніх скликань
| Прізвище, ім'я, по батькові     | Основні відомості                                                 | Дата обрання | Дата звільнення |
| ------------------------------- | ----------------------------------------------------------------- | ------------ | --------------- |
| Гусар Василь Андрійович         | Сільський голова, 1957 року народження, безпартійний              | 26.03.2006   | 31.10.2010      |
| Дмитрова Світлана Олександрівна | Сільський голова, 1973 року народження, освіта вища, позапартійна | 31.10.2010   |                 |

Примітка: таблиця складена за даними сайту Верховної Ради України

### Депутати
За результатами місцевих виборів 2010 року депутатами ради стали:

#### За суб'єктами висування
| Суб'єкт висування                                   | Кількість обраних депутатів | %    |
| --------------------------------------------------- | --------------------------- | ---- |
| Самовисування                                       | 6                           | 50   |
| Народна партія                                      | 4                           | 33,3 |
| Політична партія Всеукраїнське об'єднання «Свобода» | 2                           | 16,7 |

#### За округами
| № округу                                            | Прізвище, ім'я, по батькові    | Дата визнання обраним | Освіта             | Партійна приналежність | Відомості про обраного депутата                            |
| --------------------------------------------------- | ------------------------------ | --------------------- | ------------------ | ---------------------- | ---------------------------------------------------------- |
| Народна Партія                                      |                                |                       |                    |                        |                                                            |
| 3                                                   | Яворина Василь Васильович      | 04.11.2010            | середня            | позапартійний          | тимчасово не працює                                        |
| 5                                                   | Фурман Михайло Іванович        | 04.11.2010            | середня            | позапартійний          | фермерське господарство, голова                            |
| 6                                                   | Богомаз Віктор Миколайович     | 04.11.2010            | середня            | позапартійний          | пенсіонер                                                  |
| 8                                                   | Пилипчук Оксана Григорівна     | 04.11.2010            | середня спеціальна | позапартійна           | магазин «Веселка», продавець                               |
| Політична партія Всеукраїнське об'єднання «Свобода» |                                |                       |                    |                        |                                                            |
| 11                                                  | Перепелюк Ольга Анатоліївна    | 04.11.2010            | середня спеціальна | позапартійна           | тимчасово не працює                                        |
| 12                                                  | Огородній Володимир Федорович  | 04.11.2010            | середня            | позапартійний          | фермерське господарство «Огороднього В. Ф.», голова        |
| Самовисування                                       |                                |                       |                    |                        |                                                            |
| 1                                                   | Стасіцька Надія Григорівна     | 04.11.2010            | середня спеціальна | позапартійна           | Веселецька сільська рада, спеціаліст по земельних питаннях |
| 2                                                   | Огородній Сергій Петрович      | 04.11.2010            | середня            | позапартійний          | тимчасово не працює                                        |
| 4                                                   | Походонько Володимир Борисович | 04.11.2010            | середня            | позапартійний          | тимчасово не працює                                        |
| 7                                                   | Турянський Валентин Васильович | 04.11.2010            | незакінчена вища   | позапартійний          | фельдшерсько-акушерський пункт, завідувач                  |
| 9                                                   | Боднар Ганна Василівна         | 04.11.2010            | середня спеціальна | позапартійна           | магазин, продавець                                         |
| 10                                                  | Гуцуляк Людмила Олександрівна  | 04.11.2010            | незакінчена вища   | позапартійна           | Веселецька сільська рада, секретар                         |